# Вильмонтуар
Вильмонтуа́р (фр. Villemontoire) — коммуна во Франции, находится в регионе Пикардия. Департамент коммуны — Эна. Входит в состав кантона Виллер-Котре. Округ коммуны — Суасон.
Код INSEE коммуны — 02804.

## Население
Население коммуны на 2010 год составляло 210 человек.
| 1962 | 1968 | 1975 | 1982 | 1990 | 1999 | 2010 |
| ---- | ---- | ---- | ---- | ---- | ---- | ---- |
| 232  | 207  | 185  | 201  | 221  | 210  | 210  |

## Экономика
В 2010 году среди 147 человек трудоспособного возраста (15—64 лет) 107 были экономически активными, 40 — неактивными (показатель активности — 72,8 %, в 1999 году было 70,1 %). Из 107 активных жителей работали 96 человек (57 мужчин и 39 женщин), безработных было 11 (4 мужчины и 7 женщин). Среди 40 неактивных 12 человек были учениками или студентами, 19 — пенсионерами, 9 были неактивными по другим причинам.